# Gaston Serpette
Pour les articles homonymes, voir Gaston et Serpette.
Henri Charles Antoine Gaston Serpette, né le 4 novembre 1846 à Nantes et mort le 3 novembre 1904 à Paris, est un compositeur, chef d'orchestre et critique français.

## Biographie
Fils de l'armateur et industriel nantais Henri Charles Serpette (1821-1887), et d'Amélie Thomas, Gaston Serpette est élève au lycée externat des Enfants-Nantais, où il fut le condisciple de Waldeck-Rousseau, et commença par faire ses études de droit et fut reçu licencié, mais avant de se tourner, la vocation musicale étant la plus forte, vers la musique. Il entre en 1868 au Conservatoire de Paris dans la classe de composition d’Ambroise Thomas et d’harmonie de Jules Duprato puis obtient, en 1871, le prix de Rome avec une cantate intitulée Jeanne d’Arc, sur un livret de Jules Barbier, qui est jouée à l’Opéra de Paris en novembre de la même année. Cependant, il s’intéresse déjà au genre « léger » et profite de son séjour à la villa Médicis pour composer une opérette, ce qui n’est pas « sans causer le désespoir des membres de l’Institut [des Beaux-Arts] », certains l’accusant d’avoir « mal tourné ».
De retour à Paris, il persiste dans cette veine et fait représenter en janvier 1874 aux Bouffes-Parisiens (le théâtre créé par Jacques Offenbach), un opéra-bouffe en trois actes, sur un livret d'Adolphe Jaime et Jules Noriac : La Branche cassée. Adapté très librement en anglais pour l'Opéra-Comique de Londres par Richard D'Oyly Carte, elle y remporte un certain succès en octobre 1874, bien que le critique du Morning Post note qu'étant donné les nombreux ajouts à la partition, « à peine la moitié des numéros sont de la plume du compositeur » et que la musique, « bien que pas particulièrement originale, est au-dessus de la médiocrité ambiante et surpasse de loin ce que l'on a l'habitude d'entendre dans les opéras-bouffes ». Cette pratique suscitera d'ailleurs une polémique par voie de presse en 1892 entre Serpette et le compositeur anglais Edward Solomon, ce dernier déplorant le « saccage » des partitions des opérettes françaises lors de leur adaptation en anglais. Ce à quoi Serpette, pragmatique, répond qu'étant donné la différence entre les publics français et anglais, le meilleur choix est encore de laisser les connaisseurs du West End adapter les œuvres au goût de celui-ci.
S'ensuivent Le Manoir de Pic-Tordu (1875), Le Moulin du Vert-Galant (1876) et La Petite Muette (1877), première œuvre du compositeur à être représentée à New York… mais seulement pour 5 représentations. La pièce connaît le même échec à Londres en raison d'un sujet défini par le journal The Era (en) comme trop scabreux pour un public anglophone. Le Carnet du diable (1895) fera à son tour l'objet d'un article intitulé « Indécence à Paris ».
En revanche, le public parisien, extrêmement friand de ce même répertoire, assure le succès des opérettes du compositeur. Créées aux Variétés, à la Renaissance ou aux Nouveautés, elles comptent parmi leurs librettistes des dramaturges aussi respectés qu'Henri Meilhac, Eugène Leterrier, Albert Vanloo, Paul Ferrier, Robert de Flers et le jeune Georges Feydeau. De même, en Angleterre, La Demoiselle du téléphone (1896) remporte beaucoup plus de succès que les adaptations précédentes, tournant à travers le pays durant trois ans sous le titre The Telephone Girl avec une musique additionnelle de J. M. Glover (en), tout comme Cuvée réservée 1810, créé sur un livret en anglais en 1903.
Malgré cela, le critique anglais Andrew Lamb estime que « Serpette était destiné à rester, avec Varney, Vasseur, Roger et Lacome, dans l'ombre de compositeurs tels que Planquette, Audran et, plus tard, Messager ». Par son métier et son charisme, il est considéré comme « le plus fantaisiste des Parisiens et le plus Parisien des fantaisistes ».
Il collabore également comme critique musical à différentes revues dont le Gil Blas pour lequel il couvre notamment la création du Pelléas et Mélisande de Claude Debussy en 1902.
Il est fait chevalier dans l'ordre de la Légion d'honneur en 1898. Après avoir travaillé comme chef d'orchestre à Londres notamment au Palace Theatre of Varieties, il s'installe à Alger où il a acheté des vignobles, mais continue à fréquenter Paris pour créer ses œuvres. Lors d’un de ses voyages en mer entre Alger et Marseille, une violente vague anormale l’ayant renversé et lui ayant cassé la jambe, il boitera pour le restant de ses jours.
Serpette était souffrant depuis plusieurs années, mais il continuait son œuvre grâce au ressort de sa volonté. Il venait s’applaudir du succès de Monsieur de La Palisse, auquel il n’était pas étranger. La veille de son anniversaire, le jeudi 3 novembre 1904, vers cinq heures, Paul Ferrier, qui était son voisin, voulut lui rendre visite, et trouva la domestique en pleurs : elle avait trouvé son maitre étendu sur une chaise longue, mort subitement d’une embolie au cœur. Ses obsèques célébrées à l’église de la Trinité ont rassemblé le « tout-Paris ». Il est inhumé au cimetière de Sainte-Marie-sur-Mer,.

## Réception
« Gaston Serpette était très aimé, non seulement à Nantes, mais à Paris et à Londres, où il faisait de longs séjours, Il était doué d’une verve extraordinaire et était célèbre par la finesse de ses réparties. »

## Œuvre

### Opéras-bouffes, opérettes
- La Branche cassée, opéra-bouffe en 3 actes, livret d'Adolphe Jaime et Jules Noriac, Bouffes-Parisiens, 23 janvier 1874.
- Le Manoir de Pic-Tordu, opérette en 3 actes, livret de Saint-Albin et Arnold Mortier, Variétés, 1875.
- Le Moulin du Vert-Galant, opérette en 3 actes, livret d'Eugène Grangé et V. Bernard, Bouffes-Parisiens, 1876.
- La Petite Muette, opérette en 3 actes, livret de Paul Ferrier, Bouffes-Parisiens, 1877.
- Rothomago, opérette en 4 actes, 1880, Alhambra Theatre (Londres).
- La Nuit de Saint-Germain, opérette en 3 actes, livret de G. Hirsch, Fantaisies-Parisiennes (Bruxelles) 1880.
- Madame le Diable ou Madame Satan, opérette en 4 actes, livret de Henri Meilhac, Arnold Mortier et Albert Millaud, Renaissance, 1882.
- La Princesse, opérette en un acte, livret de Raoul Toché, Variétés, 1882.
- Steeplechase, opérette en un acte, livret de Paul Decourcelle, Londres, 1883.
- Tige de Lotus, opérette en un acte, livret de Raoul Toché, Casino de Contrexéville, 1883.
- Franfreluche, opérette en un acte, livret de G. Hirsch, Saint-Artoman, Paul Burani, Renaissance, 1883.
- Madame Réséda, opérette en un acte, livret de Jules Prével, Renaissance, 1884.
- Le Château de Tire-Larigot, opérette en 3 actes, livret d'Ernest Blum et Raoul Toché, Nouveautés, 1884. lire en ligne sur Gallica
- Le Petit Chaperon rouge, opérette en 3 actes, livret d'Ernest Blum et Raoul Toché, Nouveautés, 1885. lire en ligne sur Gallica
- Le Singe d'une nuit d'été, opérette en un acte, livret d'Édouard Noël, Bouffes-Parisiens, 1er septembre 1886.
- Adam et Eve, opérette en 3 actes, livret d'Ernest Blum et Raoul Toché, Nouveautés, 1886.
- La Gamine de Paris, opérette en 3 actes, livret d'Eugène Leterrier et Albert Vanloo, Bouffes-Parisiens, 1887.
- La Lycéenne, opérette en 3 actes, livret de Georges Feydeau, 1887.
- Cendrillonnette, opérette en 4 actes en collaboration avec Victor Roger, livret de Paul Ferrier, Bouffes-Parisiens, 1890.
- La Demoiselle du téléphone, opérette en 3 actes, livret de Maurice Desvallières et Antony Mars, Nouveautés, 2 mai 1891. Jodie Devos et Caroline Meng en ont enregistré un duo.
- Mé-ne-ka, opérette en un acte, livret de Paul Ferrier, Nouveautés, 1892.
- La Bonne de chez Duval, opérette en 3 actes, livret de H. Raymond et Antony Mars, Nouveautés, 6 octobre 1892.
- Cousin-Cousine, opérette en 3 actes, livret de Maurice Ordonneau et Henri Kéroul, Folies-Dramatiques, 1893. lire en ligne sur Gallica
- La Tourte, opérette en un acte, livret de Paul Bilhaud, Asnières, 1895. lire en ligne sur Gallica
- La Dot de Brigitte, opérette en un acte en collaboration avec Victor Roger, livret de Paul Ferrier, Bouffes-Parisiens, 1895.
- Le Carnet du diable, opérette en 3 actes, livret de Paul Ferrier et Ernest Blum, Variétés, 1895.
- Le Capitole[20], opérette en 3 actes, livret de Paul Ferrier et Charles Clairville, Nouveautés, 1895.
- Le Royaume des femmes, opérette en 3 actes, livret de Paul Ferrier et Ernest Blum, 1896.
- Le Carillon, opérette en 4 actes, livret de Paul Ferrier et Ernest Blum, Variétés, 1896.
- Shakespeare, opérette en 3 actes, livret de Paul Gavault et Robert de Flers, Bouffes-Parisiens, 23 novembre 1899.
- Frileuse ou l'Enfant du cocktail (non-représenté).
- Cuvée réservée 1810 (Amorelle 1810), livret de Barton White et Ernest Boyd-Jones, Kennington (Londres), 1903.

### Musique vocale
- La Bouquetière, paroles de Gaston Serpette, 1877.
- La Mort des amants, paroles de Charles Baudelaire, 1879.

## Hommages
- Boulevard Gaston-Serpette, à Nantes
- Collège Gaston-Serpette, à Nantes

## Sources
- (en) Cet article est partiellement ou en totalité issu de l’article de Wikipédia en anglais intitulé « Gaston Serpette » (voir la liste des auteurs).
- Émilien Maillard, Nantes et le département au XIXe siècle : littérateurs, savants, musiciens, & hommes distingués, Nantes, Vier, 1891, 376 p., Gr. in-8° (OCLC 253740152, lire en ligne), p. 204-5.